# Запорожан, Андрей Юрьевич
Андре́й Ю́рьевич Запорожа́н (укр. Андрій Юрійович Запорожан; род. 21 марта 1983, Овидиополь, Одесская область) — украинский футболист, полузащитник.

## Биография

### Клубная карьера
В ДЮФЛ выступал за одесский «Черноморец» и «Княжу». В 2000 году попал в бориспольский «Борисфен». В команде провёл 5 лет. Успел сыграть во Второй лиге, Первой лиге и Высшей лиге. После играл за «Борекс-Борисфен», «Днестр» (Овидиополь) и снова «Борисфен». В 2006 году попал в «Энергетик» из Бурштына. Летом 2007 года побывал на просмотре во львовских «Карпатах», но команде не подошёл.
Зимой 2008 года перешёл в «Александрию» из одноимённого города. В команде дебютировал 18 марта 2008 года в матче против киевского ЦСКА (1:0). В сезоне 2008/09 команда завоевала бронзовые медали, уступив лишь «Оболони» и «Закарпатью». Запорожан в составе команды в этом сезоне провёл 30 матчей. В сезоне 2010/11 «Александрия» стала победителем Первой лиги и вышла в Премьер-лигу Украины. Запорожан по итогам сезона провёл 31 игру и забил 4 мяча. В сезоне 2011/12 «Александрия» заняла последнее 16 место и вылетела в Первую лигу. Андрей Запорожан сыграл в 22 матчах того сезона и забил 1 гол. В следующем сезоне 2012/13 он вместе с командой стал бронзовым призёром Первой лиги Украины, клуб уступил лишь алчевской «Стали» и «Севастополю». Андрей принял участие в 29 играх и забил 2 мяча.
В сезоне 2013/14 он вместе с командой стал серебряным призёром Первой лиги Украины, клуб уступил лишь донецкому «Олимпику», но остался во втором дивизионе. Запорожан в этом сезоне принял участие в 28 играх, в которых забил 2 гола. Запорожан является автором первого домашнего гола «Александрии» в еврокубках в матче против «Астры» (1:0).

### Карьера в сборной
В составе студенческой сборной Украины дважды выиграл летнюю универсиаду в 2007 году и в 2009 году.

## Достижения
- Победитель Первой лиги Украины (2): 2010/11, 2014/15
- Серебряный призёр Первой лиги Украины (2): 2002/03, 2013/14
- Бронзовый призёр Первой лиги Украины (2): 2008/09, 2012/13
- Победитель Второй лиги Украины: 1999/00
- Медаль «За труд и победу» (06.09.2007)[3]